# Lista de vereadores de São Bernardo do Campo
A Câmara Municipal de São Bernardo do Campo é o órgão legislativo do município de São Bernardo do Campo. É composta por 28 vereadores, foi criada no dia 29 de setembro de 1892 e recriada em 1 de janeiro de 1948, após a emancipação da cidade. O salário dos vereadores (2021) é de R$ 15.031,75 brutos por mês.

## São Bernardo (1889-1938)

### 1892
Eleição indireta de Luiz Pinto Fláquer Júnior em 30 de agosto de 1892. Posse em 30 de setembro do mesmo ano.
Luiz Pinto Fláquer Júnior, Luiz Bruno, Gustavo Rathsam, Manoel José de Oliveira Catta Preta, Lindolfo Francisco de Paula e José Francisco de Paula Novaes.

### 1897
Prefeitura de Alfredo Luís Fláquer.
Carlos Prugner, José Coleone e José Dangelo.

### 1899
Prefeitura de Italo Stefanini.
Abrão Delegá e Italo Stefanini.

### 1902
Prefeitura de Alfredo Luís Fláquer.
Pedro Setti.

### 1920
Prefeitura de Saladino Cardoso Franco.
Ítalo Setti.

### 1923
Prefeitura de Saladino Cardoso Franco.
João Colombo.

### 1925
Eleições realizadas no dia 29 de novembro de 1925.

### 1928
Eleições realizadas em 30 de outubro de 1928.

### 1935
Prefeitura de Felício Laurito, grupo situacionista: Pery Ronchetty, Pedro Dell´Antonia, Antonio Petransan, Otávio Tegão (líder), Antônio Fláquer (presidente da câmara). Bortolo Basso (vice-presidente) e Fioravante Zampol.

## 1ª Legislatura (1948–1951)
Eleições realizadas em 1947. Prefeitura de José Fornari (PSP).
| Nome                     | Partido | Votos |
| ------------------------ | ------- | ----- |
| Antônio Miolaro          |         |       |
| Tereza Delta             |         | +760  |
| Danilo dos Santos Bicudo |         |       |
| Oswaldo Haeser           |         |       |
| Luiz Cione Castro        |         |       |
| Paulo Meloni             | PRT     |       |
| João Éboli               |         |       |
| Jairo Alves da Silva     |         |       |
| Adolfo Zóboli            | PTB     |       |
| Armando Ítalo Setti      |         |       |
| Atíllio Zóboli           |         |       |
| Diósnio Machado          |         |       |
| Pery Ronchetti           |         |       |
| Atílio Manoel Miele      |         |       |

Foram eleitos como suplentes Ricardo Castelo, Jacinto Bruni, Alfredo Scarpeli e Evandro Caiaffa Esquivel.

## 2ª Legislatura (1952–1955)
Eleições realizadas em 1951. Prefeitura de Lauro Gomes (PTB) e Sigismundo Sergio Ballotin (PTB) em 1955.
|                              |         |         |
| Candidato(a)                 | Partido | Votação |
| Candidato(a)                 | Partido | Total   |
| Luiz Cione Castro            | PSP     | 384     |
| Evandro Caiafa Esquivel      | PSP     | 238     |
| Claudio Takeshita            | PTB     | 222     |
| Aldino Pinoti                | PTB     | 221     |
| Alfredo Sabatini             | PTB     | 219     |
| Irineu Bento                 | PTB     | 195     |
| João Eboli                   | PSP     | 187     |
| Silvio de Oliveira Lima      | PTB     | 185     |
| Ernesto Augusto Cleto        | PSP     | 184     |
| Laerte Pinchiari             | PTB     | 183     |
| Angelo Rafael José Lentini   | PSP     | 173     |
| Raimundo Nonato da Cruz      | PTB     | 168     |
| Sigsmundo Sérgio Ballotin    | PTB     | 143     |
| Helio de Sousa Melo          | PSP     | 128     |
| Roque Menuccili              | PSP     | 125     |
| Adolpho Zóboli               |         |         |
| Mário Tanako                 | PTB     |         |
| Dr. Otto João Gustavo Bethke | PTB     |         |

### Presidentes
Ordem dos Presidentes da Câmara nesta legislatura.
1. Cláudio Takeshita
2. Sigismundo Sérgio Ballotin
3. Ernesto Augusto Cleto

## 3ª Legislatura (1956–1959)
Eleições realizadas em 1955. Prefeitura de Aldino Pinotti (PDC).
| Nomes                      | Partidos | Votos |
| -------------------------- | -------- | ----- |
| Amaro José dos Santos      | PTN      |       |
| Aracy de Ângelo            | PTN      |       |
| Arthur de Paula Maudennet  | PTB      |       |
| Bento de Freitas Magdalena | UDN      |       |
| Carlos Gonçalves da Cruz   | PSP      |       |
| Conrado Bruno Corazza      | UDN      |       |
| Geraldo Faria Rodrigues    | PSP      |       |
| Hamilcar Paranhos          | PRP      |       |
| Indu Rovai                 | PDC      |       |
| Irineu Ferreira da Silva   | PDC      |       |
| Laerte Francisco Pinchiari | PTB      |       |
| Lenildo Magdalena          | PSB      | 3,977 |
| Natal Vertamatti           | PRP      |       |
| Rubens Marques Cardoso     | PTN      |       |
| Sigismundo Sérgio Ballotin | PRP      |       |
| Hugo Afonso Bassani        | PTB      |       |
| Laerte Driusso             | PSP      |       |
| Sistilio Bevenuto Lotto    |          |       |
| José Soares de Oliveira    |          |       |
| João Simionato             |          |       |
| Guilherme Feriani          |          |       |
| Margarida da Silva         |          |       |

### Presidentes
Ordem dos Presidentes da Câmara nesta legislatura.
1. Natal Vertamatti
2. Laerte Francisco Pinchiari
3. Carlos Gonçalves da Cruz

## 4ª Legislatura (1960–1963)
Eleições realizadas em 1959. Prefeitura de Lauro Gomes (PTB).

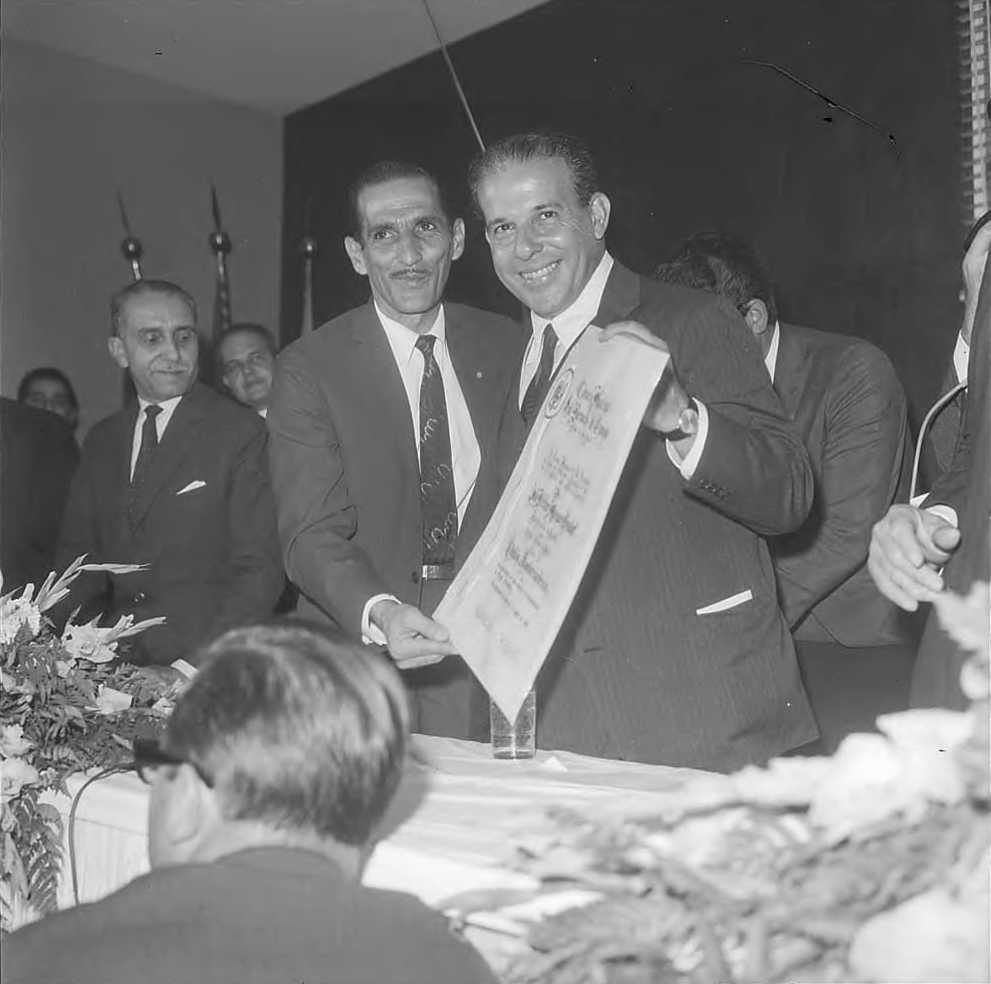
João Goulart recebendo o título de Cidadão de São Bernardo do Campo.

| Nomes                      | Partidos | Votos |
| -------------------------- | -------- | ----- |
| Aldino Pinotti             |          |       |
| Antonio Dias Amorim        |          |       |
| Geraldo Faria Rodrigues    |          |       |
| Hamilcar Paranhos          |          |       |
| Hugo Afonso Bassani        | PTB      |       |
| Indu Rovai                 |          |       |
| Irineu Ferreira da Silva   |          |       |
| João Nunes Victória        |          |       |
| José Avilez                |          |       |
| José Rocha Neto            |          |       |
| Laerte Francisco Pinchiari |          |       |
| Lenildo Magdalena          | PSB      | 3,977 |
| Leocádio Montibeller       |          |       |
| Roque Menucelli            | PDC      |       |
| Rubens Marques Cardoso     |          |       |
| Armando Giusti             | PR       |       |
| Acrísio Dalaruvera         | PTB      |       |
| Antonia Ortega de Abreu    | PDC      |       |
| Matao Myiagawa             | PTB      |       |
| Bortolo Basso              | PR       |       |
| Alfredo Sabatini           | PR       |       |
| Gabriel Nicolau            | PDC      |       |
| Amaro José dos Santos      | PSD      |       |
| Aldo Pelosini              | PDC      |       |

### Presidentes
Ordem dos Presidentes da Câmara nesta legislatura.
1. Lenildo Magdalena
2. Geraldo Faria Rodrigues
3. Rubens Marques Cardoso

## 5ª Legislatura (1964–1968)
Eleições realizadas em 1963. Prefeitura de Higino Batista de Lima (ARENA).
| Nomes                             | Partidos | Votos |
| --------------------------------- | -------- | ----- |
| Albertino Pinotti                 |          |       |
| Álvaro Domingues                  | ARENA    |       |
| Américo de Moraes                 |          |       |
| Antonio Dias Amorim               |          |       |
| Antonio Aluízio Salvador          |          |       |
| Ernesto Augusto Cleto             |          |       |
| Geraldo Faria Rodrigues           |          |       |
| Indu Rovai                        |          |       |
| Irineu Ferreira da Silva          |          |       |
| José Avilez                       |          |       |
| José Ginez Ramble - "Tudo Azul"   |          | 6,197 |
| Lenildo Magdalena                 | PSB      | 3,977 |
| Natal Vertamatti                  |          |       |
| Omar Donato Bassani               |          |       |
| Rubens Marques Cardoso            | ARENA    |       |
| Matao Myiagawa                    | PTB      |       |
| Nelson Gonçalves de Oliveira      | MTR      |       |
| Emílio Escudeiro                  | MTR      |       |
| Fernando Vasco Leça do Nascimento | MTR      |       |
| Armando Giusti                    | PR       |       |
| Paulo Meloni                      | PRT      |       |
| Roque Menucelli                   | PDC      |       |
| Mário Nakano                      | PTB      |       |
| Guido Ezio Gambini                | PL       |       |
| Juvenal Veiga                     | PL       |       |

### Presidentes
Ordem dos Presidentes da Câmara nesta legislatura.
1. Indu Rovai
2. Omar Donato Bassani
3. Antonio Dias Amorim

## 6ª Legislatura (1969–1972)
Eleições realizadas em 1968. Prefeitura de Aldino Pinotti (MDB).
| Nomes                           | Partidos | Votos |
| ------------------------------- | -------- | ----- |
| Álvaro Domingues                | ARENA    |       |
| Antonio Dias Amorim             |          |       |
| Américo de Moraes               |          |       |
| Élcio Cândido - "Macalé"        |          | 2,703 |
| Emílio Escudeiro                |          |       |
| Gilberto Frigo                  | MDB      | 2,822 |
| Guido Ézio Gambini              |          |       |
| Indu Rovai                      |          |       |
| José Avilez                     |          |       |
| José Ginez Ramble - "Tudo Azul" |          |       |
| José Pereira de Araújo          |          |       |
| José Ramos de Brito             |          |       |
| Lenildo Magdalena               |          | 3,977 |
| Mário Ladeia da Rocha           | MDB      |       |
| Maurício de Castro              | MDB      |       |
| Omar Donato Bassani             |          |       |
| Paulo Meloni                    |          |       |
| Ruy Ferreira Iacoponi           | ARENA    |       |
| Rubens Marques Cardoso          | ARENA    |       |
| Hamilcar Paranhos               | ARENA    |       |
| Délzio Paschoin                 | MDB      |       |

### Presidentes
Ordem dos Presidentes da Câmara nesta legislatura.
1. Américo de Moraes
2. Lenildo Magdalena

## 7ª Legislatura (1973–1976)
Estes são os vereadores eleitos nas eleições de 15 de novembro de 1972, pelo período de 1° de fevereiro de 1973 a 31 de janeiro de 1976: Prefeitura de Geraldo Faria Rodrigues (ARENA).
| Nomes                     | Partidos    | Votos |
| ------------------------- | ----------- | ----- |
| Álvaro Domingues          | ARENA       |       |
| Américo de Moraes         |             |       |
| Angelino Bravim           |             |       |
| Antonio Dias Amorim       |             |       |
| Carlos Eugênio Tavares    |             |       |
| Délzio Paschoin           | MDB         |       |
| Gilberto Frigo            | MDB         | 2,822 |
| Hamilcar Paranhos         | ARENA       |       |
| João de Lima              |             |       |
| José Giolo Neto           | ARENA       |       |
| José Pereira de Araújo    |             |       |
| Lenildo Magdalena         |             | 3,977 |
| Maurício de Castro        | MDB         |       |
| Odemir Furlan             |             |       |
| Omar Donato Bassani       |             |       |
| Ruy Ferreira Lacoponi     | ARENA       |       |
| Sérgio Lorenzoni          | Sem partido |       |
| José Ramos de Brito       | ARENA       |       |
| Nevino Antonio Rocco      | ARENA       |       |
| Orestes Levitzchi         | ARENA       |       |
| Matao Myiagawa            | ARENA       |       |
| Laerte Francisco Pinchiar | ARENA       |       |
| Mário Ladeia da Rocha     | MDB         |       |
| Ivan Gregor Tabet Marques | MDB         |       |
| Gustavo Nonato Filho      | MDB         | 2,822 |

### Presidentes
Ordem dos Presidentes da Câmara nesta legislatura.
1. Ruy Ferreira Lacoponi
2. Álvaro Domingues

## 8ª Legislatura (1977–1982)
Estes são os vereadores eleitos nas eleições de 15 de novembro de 1976, pelo período de 1° de fevereiro de 1977 a 31 de janeiro de 1983: Prefeitura de Antônio Tito Costa (MDB).
|                                 |         |             |         |
| Candidato(a)                    | Partido | Votação     | Votação |
| Candidato(a)                    | Partido | Porcentagem | Total   |
| Aron Galante                    | MDB     | 4,31%       | 5.999   |
| Walter Demarchi                 | ARENA   | 2,86%       | 3.972   |
| Paulo Vidal Neto                | MDB     | 2,44%       | 3.395   |
| Délzio Paschoin                 | MDB     | 2,39%       | 3.323   |
| Lenildo Freitas Magdalena       | ARENA   | 2,16%       | 3.010   |
| Jose Ginez Ramble               | ARENA   | 1,87%       | 2.746   |
| Alvaro Domingues                | ARENA   | 1,67%       | 2.324   |
| Arthur Barbosa Horta            | MDB     | 1,34%       | 1.868   |
| Carlos Beltran Battistini       | ARENA   | 1,26%       | 1.748   |
| Luiz Massa                      | MDB     | 1,23%       | 1.712   |
| Eduardo Cezar                   | MDB     | 1,18%       | 1.640   |
| Carlos Eugenio Carreira Tavares | ARENA   | 1,11%       | 1.543   |
| Neuci da Cunha Gonçalvez        | MDB     | 1,1%        | 1.532   |
| Ivan Gregor Tabet Marques       | MDB     | 1,06%       | 1.479   |
| Ivone Soares de Souza           | MDB     | 1,01%       | 1.406   |
| Ney Duclos                      | ARENA   | 1,01%       | 1.398   |
| Hamilcar Paranhos               | ARENA   | 0,99%       | 1.378   |
| Omar Donato Bassani             | ARENA   | 0,99%       | 1.378   |
| Mario Jorge Franciscon          | MDB     | 0,96%       | 1.331   |
| Gilberto Frigo                  | MDB     |             | 2,822   |
| Américo de Moraes               |         |             |         |
| Lídio Antonio dos Santos        | MDB     |             |         |
| Antonio Francisco Manzatto      |         |             |         |
| Manoel Molina Calim             | ARENA   |             |         |
| José Giolo Neto                 | ARENA   |             |         |
| Valdemar Miguel                 | MDB     |             |         |

### Presidentes
Ordem dos Presidentes da Câmara nesta legislatura.
1. Aron Galante
2. Délzio Paschoin
3. Walter Demarchi

## 9ª Legislatura (1983–1988)
Estes são os vereadores eleitos nas eleições de 15 de novembro de 1982, pelo período de 1° de fevereiro de 1983 a 31 de dezembro de 1988: Prefeitura de Aron Galante (PMDB).
|                                  |         |             |         |
| Candidato(a)                     | Partido | Votação     | Votação |
| Candidato(a)                     | Partido | Porcentagem | Total   |
| Mario Jorge Franciscon           | PMDB    | 2,39%       | 4.891   |
| Lenildo Freitas Magdalena        | PMDB    | 2%          | 4.078   |
| Gilberto Frigo                   | PMDB    | 1,85%       | 3.788   |
| Miguel Atusi Uematsu             | PMDB    | 1,56%       | 3,181   |
| João Manoel Pinto Neto           | PMDB    | 1,4%        | 2.871   |
| Alvaro Domingues                 | PTB     | 1,36%       | 2.783   |
| Mauricio Caetano de Castro Filho | PMDB    | 1,35%       | 2,759   |
| Ney Duclos                       | PMDB    | 1,35%       | 2.750   |
| Jose Ferreira de Souza           | PT      | 1,3%        | 2,658   |
| Ramiro Neves                     | PMDB    | 1,27%       | 2.597   |
| Antonio Vanzella                 | PMDB    | 1,24%       | 2.525   |
| José Ramos de Oliveira           | PT      | 1,09%       | 2.225   |
| Nelson Campanholo                | PT      | 1,07%       | 2.191   |
| Alberto Souza                    | PT      | 1,06%       | 2.163   |
| Laurentino Hilario da Silva      | PT      | 1,05%       | 2.139   |
| Manoel Anisio Gomes              | PT      | 1,02%       | 2.093   |
| Wagner Lino Alves                | PT      | 0,93%       | 1.903   |
| Jose Ginez Ramble                | PDS     | 0,89%       | 1.822   |
| Kiwoshi Tanaka                   | PDS     | 0,63%       | 1.286   |
| Antonio Natal Buonfíglio         |         |             |         |
| Hamilcar Paranhos                | PMDB    |             |         |

### Presidentes
Ordem dos Presidentes da Câmara nesta legislatura.
1. Mauricio Caetano de Castro Filho
2. Ramiro Neves
3. Miguel Atusi Uematsu

## 10ª Legislatura (1989–1992)
Estes são os vereadores eleitos nas eleições de 15 de novembro de 1988, pelo período de 1° de janeiro de 1989 a 31 de dezembro de 1992: Prefeitura de Maurício Soares (PT).
|                                  |         |             |         |
| Candidato(a)                     | Partido | Votação     | Votação |
| Candidato(a)                     | Partido | Porcentagem | Total   |
| Ramiro Neves                     | PMDB    | 3%          | 8.781   |
| Mauricio Caetano de Castro Filho | PMDB    | 1,48%       | 4.324   |
| Ana do Carmo Rossetto            | PT      | 1,41%       | 4.139   |
| Alberto Souza                    | PT      | 1,23%       | 3.608   |
| Jose Ginez Ramble                | PTB     | 1,21%       | 3.551   |
| Kiyoshi Tanaka                   | PMDB    | 1,17%       | 3,434   |
| Wagner Lino Alves                | PT      | 1,12%       | 3.291   |
| Gilberto Frigo                   | PMDB    | 1,11%       | 3.249   |
| Aldo Josias dos Santos           | PT      | 0,95%       | 2.779   |
| Jose Ferreira de Souza           | PT      | 0,85%       | 2.493   |
| Jose Roberto de Melo             | PT      | 0,83%       | 2.446   |
| Laurentino Hilario da Silva      | PT      | 0,79%       | 2.324   |
| Ary Jose de Oliveira             | PFL     | 0,76%       | 2.241   |
| Nelson Campanholo                | PT      | 0,74        | 2.164   |
| Sidney Coppini                   | PTB     | 0,73%       | 2.138   |
| Admir Donizeti Ferro             | PTB     | 0,68%       | 1.990   |
| Ademir Silvestre da Costa        | PT      | 0,67%       | 1.965   |
| Jose Ramos de Oliveira           | PSB     | 0,62%       | 1.824   |
| Antonio Natal Buonfiglio         | PTB     | 0,61%       | 1.774   |
| Osvaldo Alves Pereira            | PTB     | 0,57%       | 1.680   |
| Sonia Maria Savordelli Sarti     | PL      | 0,48%       | 1.411   |
| Paulo Dias                       | PT      |             | 5,384   |
| João Apolônio Gomes              | PSB     |             |         |
| Miguel Atusi Uematsu             | PMDB    |             |         |
| Terezinha Maria Gomes            | PT      |             |         |
| Gervásio Paz Folha               | PFL     |             | 4,175   |
| Marco Antônio Rodrigues Pinto    | PTB     |             |         |
| Geraldo José Rosa                |         |             |         |
| João Manoel Pinto Neto           | PMDB    |             |         |
| Manoel Bispo dos Santos          | PMDB    |             |         |

### Presidentes
Ordem dos Presidentes da Câmara nesta legislatura.
1. Nelson Campanholo
2. Antonio Natal Buonfiglio

## 11ª Legislatura (1993–1996)
Estes são os vereadores eleitos nas eleições de 3 de outubro de 1992, pelo período de 1° de janeiro de 1993 a 31 de dezembro de 1996:
Prefeitura de Walter José Demarchi (PTB).
|                                 |         |             |         |
| Candidato(a)                    | Partido | Votação     | Votação |
| Candidato(a)                    | Partido | Porcentagem | Total   |
| Jose Ginez Ramble               | PTB     | 1,68%       | 5.452   |
| Ana do Carmo Rossetto           | PT      | 1,53%       | 4.933   |
| William Dib                     | PTB     | 1,52%       | 4.886   |
| João Américo de Andrade Martins | PTB     | 1,34%       | 4.308   |
| Kiyoshi Tanaka                  | PMDB    | 1,25%       | 4.014   |
| Laurentino Hilário da Silva     | PT      | 1,15%       | 3.718   |
| Ramiro Meves                    | PTB     | 1,15%       | 3.704   |
| Ary José de Oliveira            | PMDB    | 1,1%        | 3.541   |
| José Roberto de Melo            | PSB     | 1,02%       | 3.281   |
| José Walter Tavares             | PTB     | 0,93%       | 3.010   |
| Sergio Demarchi                 | PDC     | 0,92%       | 2.953   |
| Gervasio Paz Folha              | PTB     | 0,89%       | 2.878   |
| Wagner Lino Alves               | PT      | 0,85%       | 2.731   |
| Aldo Josias dos Santos          | PT      | 0,82%       | 2.651   |
| José Ferreira de Souza          | PT      | 0,82%       | 2.637   |
| Gilberto Frigo                  | PMDB    | 0,79%       | 2.536   |
| Oswaldo Alves Pereira           | PTB     | 0,78%       | 2.527   |
| Lenildo Freitas Magdalena       | PTB     | 0,76%       | 2.440   |
| Alberto de Souza                | PT      | 0,68%       | 2.198   |
| Admir Donizeti Ferro            | PSDB    | 0,49%       | 1.577   |
| Walter Demarchi                 | PDT     | 0,46%       | 1.490   |
| Edinho Montemor                 | PSB     |             | 6,137   |
| Giba Marson                     | PMDB    |             | 8,170   |
| Antonio Carlos da Silva         | PT      |             | 2,887   |
| Ramos de Oliveira               |         |             |         |
| Rubens Antoniassi               | PDT     |             |         |

### Presidentes
Ordem dos Presidentes da Câmara nesta legislatura.
1. Gilberto Frigo
2. Oswaldo Alves Pereira

## 12ª Legislatura (1997–2000)
Estes são os vereadores eleitos nas eleições de 3 de outubro de 1996, pelo período de 1° de janeiro de 1997 a 31 de dezembro de 2000: Prefeitura de Maurício Soares (PSDB/PPS/PSB).
|                                 |         |             |         |
| Candidato(a)                    | Partido | Votação     | Votação |
| Candidato(a)                    | Partido | Porcentagem | Total   |
| Edgar Montemor Fernandes        | PTB     | 1,8%        | 6.217   |
| José Ginez Ramble - "Tudo Azul" | PTB     | 1,8%        | 6.197   |
| Gilberto Lourenço Marson        | PTB     | 1,55%       | 5.356   |
| Ana Maria do Carmo Rosetto      | PT      | 1,46%       | 5.027   |
| José Walter Tavares             | PSDB    | 1,45%       | 5.010   |
| Ary José de Oliveira            | PSDB    | 1,45%       | 4.988   |
| Lenildo Freitas Magdalena       | PTB     | 1,36%       | 4.701   |
| Gervasio Paz Folha              | PTB     | 1,36%       | 4.674   |
| José Roberto de Melo            | PSB     | 1,28%       | 4.407   |
| Antônio Carlos da Silva         | PT      | 1,19%       | 4.106   |
| Kiyoshi Tanaka                  | PSDB    | 1,13%       | 3.910   |
| Octavio Manente Junior          | PDT     | 1,03%       | 5.537   |
| Laurentino Hilário da Silva     | PSB     | 0,94%       | 3.225   |
| Aldo Josias dos Santos          | PT      | 0,92%       | 3.184   |
| Admir Donizeti Ferro            | PSDB    | 0,88%       | 3.021   |
| Samir Sahade                    | PSDB    | 0,85%       | 2.940   |
| Gilberto Frigo                  | PMDB    | 0,82%       | 2.822   |
| José Ramos de Oliveira          | PDT     | 0,79%       | 2.731   |
| Hiroyuki Minami                 | PFL     | 0,74%       | 2.562   |
| Amedeo Giusti                   | PFL     | 0,73%       | 2.503   |
| Vandir Mognon                   | PFL     | 0,66        | 2.260   |
| Dr. Prado                       | PMDB    |             | 1,763   |
| Dr. Samir Sahade                | PSDB    |             | 2,940   |
| Orlando Morando Jr.             | PSB     |             |         |
| Oswaldo Camargo                 | PSDB    |             | 2,948   |
| Antonio Almeida Albuquerque     |         |             |         |
| Jorge Hebara                    | PSDB    |             | 3,923   |

### Presidentes
Ordem dos Presidentes da Câmara nesta legislatura.
1. Kiyoshi Tanaka
2. Edgar Montemor Fernandes
3. José Walter Tavares

## 13ª Legislatura (2001–2004)
Estes são os vereadores eleitos nas eleições de 1º de outubro de 2000, pelo período de 1° de janeiro de 2001 a 31 de dezembro de 2004. Prefeitura de Maurício Soares (PSDB/PPS/PSDB). Renunciou e em seu lugar entrou William Dib (PSB).
|                          |         |             |         |
| Candidato(a)             | Partido | Votação     | Votação |
| Candidato(a)             | Partido | Porcentagem | Total   |
| Giba Marson              | PV      | 2,29%       | 8.170   |
| Otávio Manente           | PPS     | 2,17%       | 7.727   |
| Admir Ferro              | PL      | 1,95%       | 6.960   |
| José Walter Tavares      | PL      | 1,79%       | 6.392   |
| Edgar Montemor Fernandes | PSB     | 1,72%       | 6.137   |
| Ana do Carmo             | PT      | 1,69%       | 6.005   |
| Orlando Morando          | PPS     | 1,63%       | 5.804   |
| Minami                   | PFL     | 1,63%       | 5.791   |
| Osvaldo Camargo          | PL      | 1,61%       | 5.732   |
| Sérgio Demarchi          | PSB     | 1,48%       | 5.271   |
| José Roberto de Melo     | PPS     | 1,33%       | 4.749   |
| Toninho da Lanchonete    | PT      | 1,28%       | 4.569   |
| Laurentino               | PPS     | 1,27%       | 4.540   |
| Aldo dos Santos          | PT      | 1,19%       | 4.240   |
| Gervásio Paes Folha      | PSB     | 1,17%       | 4.175   |
| Dr. Amedeo               | PSB     | 1,05%       | 3.739   |
| Zé Ferreira              | PT      | 0,99%       | 3.510   |
| Tião Mateus              | PT      | 0,92%       | 3.285   |
| Kioshi Sakata            | PSD     | 0,87%       | 3.097   |
| Macalé                   | PSD     | 0,76%       | 2.703   |
| Tunico Vieira            | PMDB    | 0,74%       | 2.628   |
| Pastor Ivanildo Santana  | PL      | 1,46%       | 5.189   |
| Lenildo Magadlena        | PSB     | 1,12%       | 3.977   |
| Dr. Alberto              | PSB     | 1,15%       | 4.111   |
| Ramos de Oliveira        | PPS     | 0,94%       | 3.361   |
| Cabrera                  | PTN     | 0,68%       | 2.410   |
| Fátima Araújo            | PT      | 0,88%       | 3.118   |
| Vandir Mognon            | PV      | 0,50%       | 1.765   |
| Regina Augusto           | PPS     | 0,44%       | 1.556   |

### Presidentes
Ordem dos Presidentes da Câmara nesta legislatura.
1. José Walter Tavares
2. Laurentino Hilário da Silva

## 14ª Legislatura (2005–2008)
Estes são os vereadores eleitos nas eleições de 3 de outubro de 2004, pelo período de 1° de janeiro de 2005 a 31 de dezembro de 2008:
|                       |         |             |         |
| Candidato(a)          | Partido | Votação     | Votação |
| Candidato(a)          | Partido | Porcentagem | Total   |
| Alex Manente          | PPS     | 3,14%       | 12.507  |
| Admir Ferro           | PSDB    | 3,11%       | 12.358  |
| Névio da Estancia     | PSB     | 2,18%       | 9.079   |
| Edinho Montemor       | PSB     | 2,22%       | 8.832   |
| Minami                | PSDB    | 2,18        | 8.660   |
| Dr. Alberto           | PSB     | 2,01%       | 7.999   |
| Tavares               | PL      | 1,91%       | 7.610   |
| Sérgio Demarchi       | PSB     | 1,75%       | 6.963   |
| Ivanildo de Santana   | PSB     | 1,55%       | 6.160   |
| Laurentino            | PSDB    | 1,54%       | 6.140   |
| Dr. Carlos Maciel     | PSDB    | 1,48%       | 5.887   |
| Tião Mateus           | PT      | 1,48%       | 5.874   |
| Cabrera               | PSDC    | 1,30%       | 5.189   |
| Dra. Julieta Nage     | PDT     | 1,14%       | 4.548   |
| Toninho da Lanchonete | PT      | 1,05%       | 4.177   |
| Dr. Amedeo            | PV      | 1,00%       | 3.976   |
| Zé Ferreira           | PT      | 0,95%       | 3.782   |
| Wagner Lino           | PT      | 0,93%       | 3.720   |
| Martins Martins       | PV      | 0,71%       | 2.814   |
| Juarez Tudo Azul      | PDT     | 0,63%       | 2.510   |
| Miranda da Fé         | PTC     | 0,46%       | 1.843   |
| Osvaldo Camargo       | PL      | 5.717       | 1,44%   |
| Ary de Oliveira       | PL      | 5.555       | 1,40%   |
| Lenildo Magdalena     | PSB     | 4.975       | 1,25%   |
| Vandir Mognon         | PSB     | 4.108       | 1,03%   |
| Gervásio Paz Folha    | PSB     | 5.378       | 1,35%   |
| Jorge Hebara          | PSB     | 3.923       | 0,99%   |

### Presidentes
Ordem dos Presidentes da Câmara nesta legislatura.
1. Laurentino Hilário da Silva
2. Amedeo Giusti

## 15ª Legislatura (2009–2012)
Estes são os vereadores eleitos nas eleições de 5 de outubro de 2008, pelo período de 1° de janeiro de 2009 a 31 de dezembro de 2012:
|                         |         |             |         |
| Candidato(a)            | Partido | Votação     | Votação |
| Candidato(a)            | Partido | Porcentagem | Total   |
| Admir Ferro             | PSDB    | 2,07%       | 8.483   |
| Tião Mateus             | PT      | 1,54%       | 6.316   |
| Minami                  | PSDB    | 1,44%       | 5.906   |
| Cabrera                 | PSB     | 1,40%       | 5.725   |
| Toninho da Lanchonete   | PT      | 1,34%       | 5.483   |
| Matias Fiuza            | PT      | 1,25%       | 5.098   |
| Luizinho                | PT      | 1,24%       | 5.076   |
| Paulo Dias              | PT      | 1,19%       | 4.890   |
| Ary de Oliveira         | PSB     | 1,17%       | 4.801   |
| Otavio Manente          | PPS     | 1,15%       | 4.721   |
| Zé Ferreira             | PT      | 1,15%       | 4.703   |
| Estevão Camolesi        | PTdoB   | 1,13%       | 4.642   |
| Sergio Demarchi         | PSB     | 1,12%       | 4,568   |
| Juarez Tudo Azul        | PSDB    | 1,06%       | 4.319   |
| Pastor Ivanildo Santana | PSB     | 1,04%       | 4.265   |
| Tunico Vieira           | PMDB    | 1,01%       | 4.152   |
| Vandir                  | PSB     | 0,99%       | 4.043   |
| Marcelo Lima            | PPS     | 0,95%       | 3.906   |
| Ramon Ramos             | DEM     | 0,88%       | 3.594   |
| Gilberto França         | PMDB    | 0,75%       | 3.071   |
| Dr. Fabio Landi         | DEM     | 0,48%       | 1.975   |
| Wagner Lino             | PT      | 0,92%       | 3.800   |
| Fátima Araújo           | PT      | 0,90%       | 3.699   |
| Mauro Miaguti           | DEM     | 0,46%       | 1.899   |
| Miranda da Fé           | PPS     | 0,81%       | 3.347   |

### Presidentes
Ordem dos Presidentes da Câmara nesta legislatura.
1. Otavio Manente
2. Minami

## 16ª Legislatura (2013–2016)
Estes são os vereadores eleitos nas eleições de 7 de outubro de 2012, pelo período de 1° de janeiro de 2013 a 31 de dezembro de 2016:
|                       |         |           |
| Candidato             | Partido | Resultado |
| Tião Mateus           | PT      | 1,70%     |
| Marcelo Lima          | PSD     | 1,60%     |
| Minami                | PSDB    | 1,56%     |
| Estevão Camolesi      | PSD     | 1,54%     |
| José Cloves           | PT      | 1,39%     |
| Rafael Demarchi       | PSD     | 1,36%     |
| Paulo Dias            | PT      | 1,34%     |
| Gilberto França       | PMDB    | 1,33%     |
| Ferrarezi             | PT      | 1,29%     |
| Toninho da Lanchonete | PT      | 1,24%     |
| Cabrera               | PSB     | 1,11%     |
| Bispo João Batista    | PTB     | 1,10%     |
| Tavares               | PCdoB   | 1,06%     |
| Zé Ferreira           | PT      | 0,98%     |
| Marcos Lula           | PT      | 0,96%     |
| Reginaldo Burguês     | DEM     | 0,90%     |
| Pery Cartola          | PSD     | 0,88%     |
| Luizinho              | PT      | 0,86%     |
| Dr. Manuel            | PSD     | 0,85%     |
| Juarez Tudo Azul      | PSDB    | 0,84%     |
| Julinho Fuzari        | PSD     | 0,80%     |
| Ramon Ramos           | PDT     | 0,79%     |
| Dr. Fábio Landi       | PSD     | 0,77%     |
| Osvaldo Camargo       | PSD     | 0,73%     |
| Mauro Miaguti         | DEM     | 0,67%     |
| Índio                 | PR      | 0,61%     |
| Martins Martins       | PCdoB   | 0,59%     |
| Palhinha              | PTdoB   | 0,57%     |
| Matias Fiuza          | PT      | 3,258     |
| Josias Paz            | PCdoB   | 5,119     |

### Presidentes
Ordem dos Presidentes da Câmara nesta legislatura.
1. Tião Mateus
2. Ferrarezi

## 17ª Legislatura (2017–2020)
Estes são os vereadores eleitos nas eleições de 2 de outubro de 2016, pelo período de 1° de janeiro de 2017 a 31 de dezembro de 2020:
|                       |         |             |         |
| Candidato(a)          | Partido | Votação     | Votação |
| Candidato(a)          | Partido | Porcentagem | Total   |
| Pery Cartola          | PSDB    | 1,93%       | 7.540   |
| Julinho Fuzari        | PSD     | 1,86%       | 7.252   |
| Gordo da Adega        | PCdoB   | 1,63%       | 6.335   |
| Minami                | PSDB    | 1,34%       | 5.220   |
| Bispo João Batista    | PRB     | 1,22%       | 4.766   |
| Estevão Camolesi      | PPS     | 1,18%       | 4.598   |
| Ramon Ramos           | PDT     | 1,06%       | 4.149   |
| Rafael Demarchi       | PRB     | 1,06%       | 4.125   |
| Tião Mateus           | PT      | 1,06%       | 4.119   |
| Ana Nice              | PT      | 1,05%       | 4.090   |
| Dr. Manuel            | PPS     | 1,04%       | 4.067   |
| Reginaldo Burguês     | PSD     | 0,99%       | 3.853   |
| Alex Mognon           | PSDB    | 0,88%       | 3.426   |
| Juarez Tudo Azul      | PSDB    | 0,87%       | 3.381   |
| Indio                 | PR      | 0,85%       | 3.311   |
| Eliezer Mendes        | PTN     | 0,81%       | 3.168   |
| Pastor Zezinho Soares | PSDB    | 0,78%       | 3.028   |
| Ferrarezi             | PT      | 0,77%       | 3.016   |
| Dr. Mario de Abreu    | PSDB    | 0,77%       | 3.014   |
| Jorge Araujo          | PHS     | 0,77%       | 2.991   |
| Toninho Tavares       | PSDB    | 0,75%       | 2.905   |
| Toninho da Lanchonete | PT      | 0,74%       | 2.887   |
| Ivan Silva            | SD      | 0,74%       | 2.883   |
| Joilson Santos        | PT      | 0,70%       | 2.740   |
| Mauro Miaguti         | DEM     | 0,68%       | 2.653   |
| Martins Martins       | PHS     | 0,64%       | 2.486   |
| Aurélio               | PTB     | 0,57%       | 2.226   |
| Fran Silva            | SD      | 0,54%       | 2.111   |
| Ary de Oliveira       | PSDB    | 0,69%       | 2.759   |
| Samuel Alves          | PSDB    | 0,67%       | 2.688   |
| Lia Duarte            | PSDB    | 0,67%       | 2.675   |
| Almir do Gás          | PSDB    | 0,56%       | 2.234   |
| Shell Gomes           | SD      | 0,35%       | 1.426   |
| Balduino Soares       | SD      | 0,33%       | 1.342   |
| Palhinha              | Avante  | 0,65%       | 2.614   |

### Presidentes
Ordem dos Presidentes da Câmara nesta legislatura.
1. Pery Cartola
2. Ramon Ramos
3. Juarez Tudo Azul

## 18ª Legislatura (2021–2024)
Estes são os vereadores eleitos nas eleições de 15 de novembro de 2020, pelo período de 1° de janeiro de 2021 a 31 de dezembro de 2024:
|                       |              |             |         |
| Candidato(a)          | Partido      | Votação     | Votação |
| Candidato(a)          | Partido      | Porcentagem | Total   |
| Danilo Lima           | PSDB         | 2,29%       | 8.930   |
| Pery Cartola          | PSDB         | 2,28%       | 8.865   |
| Ivan Silva            | PP           | 2,03%       | 7.916   |
| Julinho Fuzari        | DEM          | 1,79%       | 6.954   |
| Fran Silva            | PSD          | 1,36%       | 5.307   |
| Alex Mognon           | PSDB         | 1,32%       | 5.146   |
| Gordo da Adega        | Republicanos | 1,32%       | 5.119   |
| Ana Nice              | PT           | 1,21%       | 4.728   |
| Bispo João Batista    | Republicanos | 1,20%       | 4.679   |
| Afonsinho             | PSDB         | 1,05%       | 4.077   |
| Ana do Carmo          | PT           | 1,04%       | 4.049   |
| Eliezer Mendes        | PODE         | 0,97%       | 3.793   |
| Almir do Gás          | PSDB         | 0,96%       | 3.749   |
| Minami                | PSDB         | 0,89%       | 3.445   |
| Mauricinho Cardozo    | PSDB         | 0,88%       | 3.411   |
| Toninho Tavares       | PSDB         | 0,84%       | 3.277   |
| Estevão Camolesi      | PSDB         | 0,76%       | 2.953   |
| Getulio do Amarelinho | PT           | 0,75%       | 2.933   |
| Paulo Chuchu          | PRTB         | 0,75%       | 2.908   |
| Aurelio               | PSDB         | 0,73%       | 2.844   |
| Joilson Santos        | PT           | 0,69%       | 2.699   |
| Reginaldo Burguês     | PODE         | 0,68%       | 2.636   |
| Lucas Ferreira        | DEM          | 0,62%       | 2.409   |
| Jorge Araujo          | PSD          | 0,60%       | 2.322   |
| Glaucio Braido        | PSD          | 0,59%       | 2.286   |
| Dr. Manuel            | Cidadania    | 0,54%       | 2.097   |
| Netinho Rodrigues     | PP           | 0,52%       | 2.045   |
| Palhinha              | AVANTE       | 0,49%       | 1.941   |
| Henrique Kabeça       | PSDB         | 0,72%       | 2.801   |
| Ary de Oliveira       | PSDB         | 0,65%       | 2.538   |
| Eduardo Ginez         | PSDB         | 0,63%       | 2.460   |
| Léo RR                | PSD          | 0,53%       | 2.049   |
| Lindomar Barba        | PSDB         | 0,62%       | 2.425   |
| Toninho Tavares       | PSDB         | 0,84%       | 3.277   |

Presidentes
Ordem de presidentes da Câmara nesta legislatura:
1. Estevão Camolesi[48]
2. Danilo Lima[47]

Ao fim da janela eleitoral de 2024, 27 vereadores haviam mudado de partido.

## 19ª Legislatura (2025–2028)
Estes são os vereadores eleitos nas eleições de 6 de outubro de 2024, pelo período de 1° de janeiro de 2025 a 31 de dezembro de 2028:
| Candidato(a) | Candidato(a)          | Partido      | Votação     | Votação | Votação         |
| Candidato(a) | Candidato(a)          | Partido      | Porcentagem | Total   | Tipo de eleição |
| ------------ | --------------------- | ------------ | ----------- | ------- | --------------- |
|              | Pery Cartola          | Cidadania    | 2,38%       | 9,915   | QP              |
|              | Danilo Lima           | PODE         | 2,37%       | 9,853   | QP              |
|              | Julinho Fuzari        | Cidadania    | 2,25%       | 9,372   | QP              |
|              | Ivan Silva            | PRTB         | 1,92%       | 8,006   | QP              |
|              | João Viana            | Cidadania    | 1,66%       | 6,897   | QP              |
|              | Fran Silva            | Avante       | 1,54%       | 6,430   | QP              |
|              | Ana Nice              | PT           | 1,49%       | 6,205   | QP              |
|              | Gordo da Adega        | PODE         | 1,38%       | 5,738   | QP              |
|              | Lucas Ferreira        | PL           | 1,29%       | 5,365   | QP              |
|              | Nina Braga            | PL           | 1,13%       | 4,707   | Média           |
|              | Sandra do Leite       | PODE         | 1,10%       | 4,587   | QP              |
|              | Bispo João Batista    | Republicanos | 1,02%       | 4,254   | QP              |
|              | Edmar Aragão          | Avante       | 1,00%       | 4,184   | Média           |
|              | Netinho Rodrigues     | PODE         | 1,00%       | 4,171   | Média           |
|              | Henrique Kabeça       | PMB          | 0,99%       | 4,145   | QP              |
|              | Ananias Andrade       | PT           | 0,98%       | 4,078   | QP              |
|              | Mauricio Cardozo      | UNIÃO        | 0,96%       | 4,017   | QP              |
|              | Ana do Carmo          | PT           | 0,96%       | 4,004   | QP              |
|              | Aurelio               | PODE         | 0,95%       | 3,945   | Média           |
|              | Jorge Araujo          | UNIÃO        | 0,93%       | 3,879   | QP              |
|              | Shell Gomes           | Cidadania    | 0,92%       | 3,833   | Média           |
|              | Joilson Santos        | PRTB         | 0,91%       | 3,793   | Média           |
|              | Watanabe              | PRTB         | 0,90%       | 3,770   | Média           |
|              | Getúlio do Amarelinho | PT           | 0,84%       | 3,512   | Média           |
|              | Luana Eloá            | MDB          | 0,81%       | 3,403   | QP              |
|              | Toninho Tavares       | Agir         | 0,79%       | 3,292   | QP              |
|              | Estevão Camolesi      | Cidadania    | 0,73%       | 3,050   | Média           |
|              | Geraldo Gomes         | PRD          | 0,67%       | 2,817   | QP              |

## Legenda
| cor  | significado          |
| Bege | Presidente da Câmara |
| Azul | Suplente             |